# Vickers VC.1 Viking
Vickers VC.1 Viking – zbudowany przez firmę Vickers-Armstrongs Limited brytyjski, dwusilnikowy samolot pasażerski.

## Historia
Samolot został zaprojektowany przez R.K. Piersona w roku 1945 na bazie bombowca Vickers Wellington. Powstał w odpowiedzi na pilne po II wojnie światowej zapotrzebowanie na brytyjski samolot pasażerski. Prototyp nowej maszyny został oblatany 22 czerwca 1945 r. Jeden z prototypów zaopatrzono w silniki odrzutowe Rolls-Royce Nene, przez co egzemplarz ten, po swoim dziewiczym locie w roku 1948, stał się pierwszym cywilnym samolotem transportowym o napędzie odrzutowym. Produkcję zakończono w 1948 r.
Na konstrukcji Vikinga oparty został wojskowy samolot transportowy Vickers Valetta.

## Użytkownicy

### Użytkownicy cywilni
- Aerolíneas Argentinas
- Argentine Civil Aeronautics Board
- Flota Aérea Mercante Argentina
- LADE
- Aero Transport
- DDL
- Misrair
- Airnautic
- Air Dauphine
- Air Inter
- Air Sahara
- Europe Aero Service
- Transportes Aeriens Reunis
- Aero Express Flug
- Aerotour
- Colombus Luftreederei
- Condor
- Deutsche Flugdienst
- LTU International
- Transavia Flug
- Air India
- Indian Airlines Corporation
- Indian National Airways
- Iraqi Airways
- Iraq Petroleum Transport Company
- Aer Lingus
- Kuwait Oil Company
- Bernado Pasquelle
- Government of Mexico

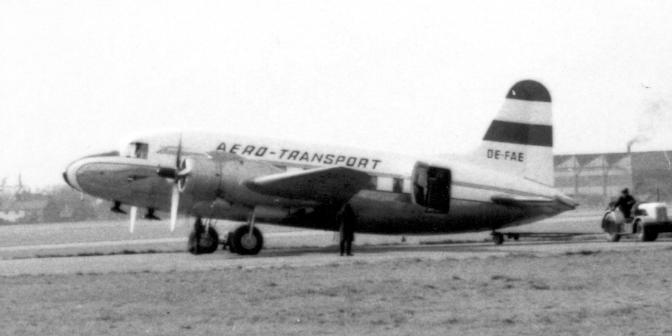
Vickers Viking 1 Aero-Transport (Austria)

- Transportes Aéreos da Índia Portuguesa
- Protea Airways
- South African Airways
- Suldair International Airways
- Trek Airways
- United Airways

- Central African Airways
- Balair
- British West Indian Airways

- African Air Safaris
- Air Ferry
- Air Safaris
- Airwork Services
- Autair
- Bembridge Air Hire Limited
- BKS Air Transport
- British European Airways

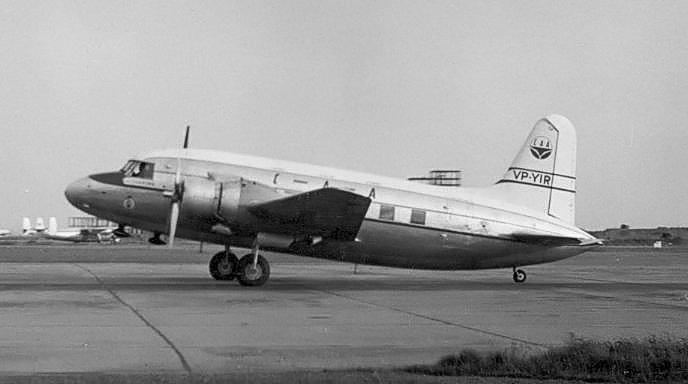
Samolot w barwach Central African Airways

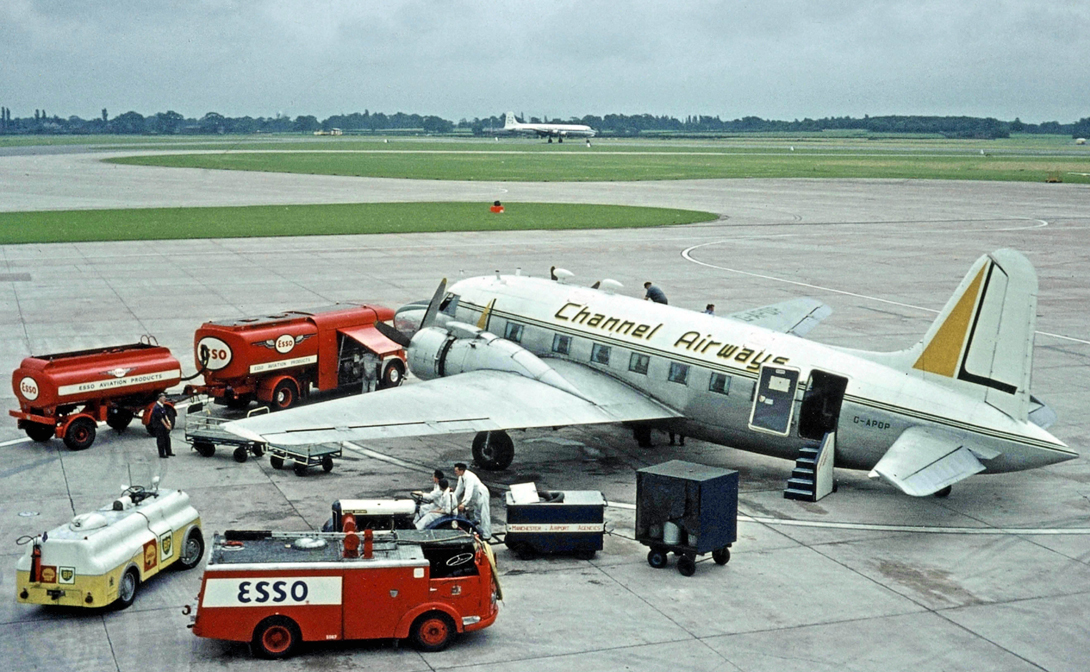
Viking C.2 Channel Airways

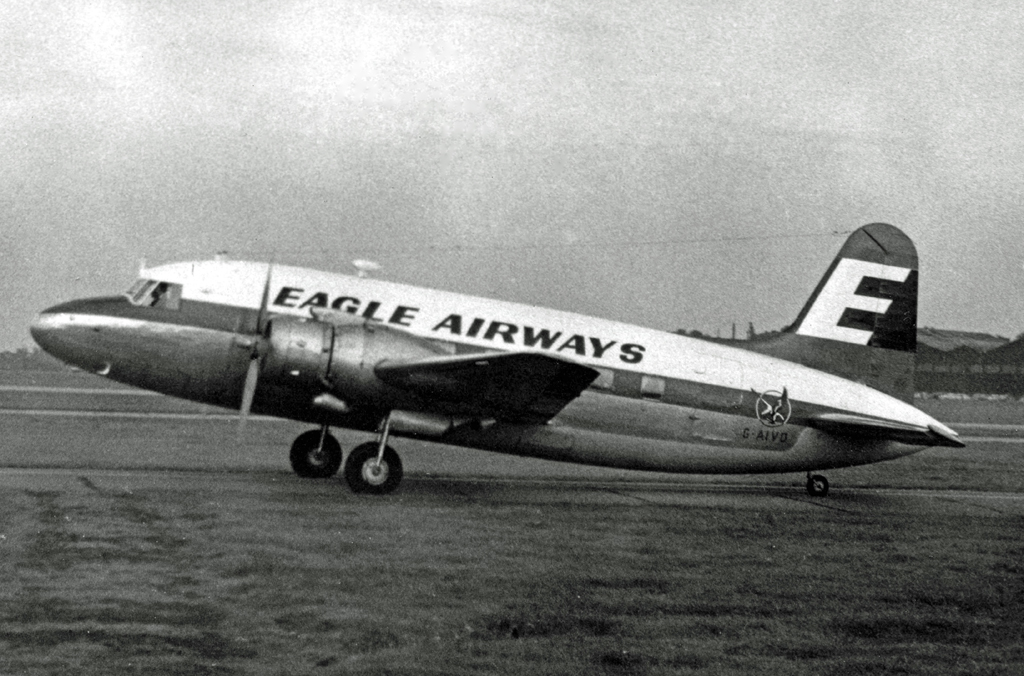
Viking 1B Eagle Airways

- British Overseas Airways Corporation
- Eagle Aviation/Eagle Airways
- British International Airlines
- British Nederland Airservices
- Channel Airways
- Continental Air Services
- Crewsair Limited
- Decca Navigator Company
- Dragon Airways
- Eros Airlines (UK)
- Falcon Airways
- Field Aircraft Services
- First Air Trading Company
- Hunting Air Transport
- Hunting-Clan Air Transport
- Invicta Airways / Invicta International Airways
- Independent Air Travel
- James Stuart Travel Limited
- Maitland Drewery Aviation
- Meredith Air Transport
- Orion Airways
- Overseas Aviation
- Pegasus Airlines
- Tradair Limited
- Trans World Charter
- Vendair Limited

### Użytkownicy wojskowi
- Argentine Air Force
- Royal Australian Air Force
  - No. 2 Squadron RAAF
  - No. 34 Squadron RAAF
- Arab Legion Air Force
- Royal Jordanian Air Force
- Pakistan Air Force
- Royal Air Force
  - Empire Test Pilots' School
  - The King's Flight, RAF